# بکزات ساتارخانوف
بکزات ساتارخانوف (قزاقی: Бекзат Саттарханов؛ ۴ آوریل ۱۹۸۰ – ۳۱ دسامبر ۲۰۰۰) بوکسور اهل قزاقستان بود.
وی در مسابقات کشوری و بین‌المللی در مجموع برنده ۱ مدال طلا، ۱ مدال نقره شده‌است. 